# Municipio de Greenleaf (Dakota del Sur)
El municipio de Greenleaf (en inglés: Greenleaf Township) es un municipio ubicado en el condado de Hand en el estado estadounidense de Dakota del Sur. En el año 2010 tenía una población de 33 habitantes y una densidad poblacional de 0,35 personas por km².

## Geografía
El municipio de Greenleaf se encuentra ubicado en las coordenadas 44°36′12″N 99°7′52″O / 44.60333, -99.13111. Según la Oficina del Censo de los Estados Unidos, el municipio tiene una superficie total de 93.6 km², de la cual 92,6 km² corresponden a tierra firme y (1.07 %) 1 km² es agua.

## Demografía
Según el censo de 2010, había 33 personas residiendo en el municipio de Greenleaf. La densidad de población era de 0,35 hab./km². De los 33 habitantes, el municipio de Greenleaf estaba compuesto por el 100 % blancos. Del total de la población el 0 % eran hispanos o latinos de cualquier raza.